# Прапор Долини
Пра́пор Доли́ни — прапор міста Долина Івано-Франківської області, один з його офіційних символів.

## Опис
Прямокутне полотнище в пропорціях 5:8 (стосовно висоти до довжини). Блакитне тло (колір синій 0080ff) оперезане справа (від верхнього правого кута до нижнього лівого) срібною (білою) пов'язкою у пропорції 1,5:1,5 з елементами герба міста Долини по центру, який є величиною 1:10 площі прапора.
Автор проекту прапора — Фреїв Юрій Богданович.